# Rockin' Years
"Rockin' Years" es una canción compuesta por Floyd Parton y lanzada como sencillo en 1991 en Estados Unidos en las voces de Dolly Parton y Ricky Van Shelton. El tema fue #1 en las listas country. 

## Listas de popularidades
| Chart (1991)                                | Máx. posición |
| ------------------------------------------- | ------------- |
| U.S. Billboard Hot Country Singles & Tracks | 1             |
| Canadian RPM Country Tracks                 | 1             |

## Otras versiones
George Jones grabó una versión de esta canción con Dolly en su álbum Burn Your Playhouse Down - The Unreleased Duets, en 2008.
- Datos: Q7355339